# 大好きが虫はタダシくんの
『大好きが虫はタダシくんの』（だいすきがむしはタダシくんの）は、阿部共実による日本の漫画短編、及びこれを表題作とした短編集。

## 概要
2013年に阿部共実の短編集として少年チャンピオン・コミックス（秋田書店）より発行。2010年から2012年にかけて『週刊少年チャンピオン』、『日刊!浦安鉄筋家族 THE WEB』（WEB）、週刊少年チャンピオン2010年2月5日増刊号『毎度!浦安鉄筋家族 わしゃしゃお年玉増刊』（秋田書店）、作者ホームページにおいて発表された短編が6編と描きおろし短編1編の計7編収録されている。

### 収録作品
1. 灰色
2. 乙女心
3. ドラゴンスワロウ
4. 破壊症候群
5. あつい冬
6. デタジル人間カラメ
7. 大好きが虫はタダシくんの

#### 灰色
『週刊少年チャンピオン』2012年14号に掲載。4ページ。『空が灰色だから』の一編として発表された作品である。

#### 乙女心
『週刊少年チャンピオン』2012年32号に掲載。4ページ。本作も同じく『空が灰色だから』の一編として発表された作品である。

#### ドラゴンスワロウ
『日刊!浦安鉄筋家族 THE WEB』（2010年11月-2011年1月）、週刊少年チャンピオン2010年2月5日増刊号『毎度!浦安鉄筋家族 わしゃしゃお年玉増刊』、『週刊少年チャンピオン』2011年2+3号に掲載。60ページ。

#### 破壊症候群
『週刊少年チャンピオン』2010年43号に掲載された読切。38ページ。本作が作者のデビュー作となった。

#### あつい冬
『週刊少年チャンピオン』2012年51号に掲載された読切。8ページ。

#### デタジル人間カラメ
未発表の描き下ろし。7ページ。

#### 大好きが虫はタダシくんの
初出は作者ホームページ。10ページ。

## 単行本
- 阿部共実『大好きが虫はタダシくんの 阿部共実作品』 秋田書店〈少年チャンピオン・コミックス〉、短編集
  1. 2013年1月20日初版発行（2013年1月8日発売） ISBN 978-4-253-21713-2